# 3-й егерский полк
3-й егерский полк — пехотный полк Русской императорской армии, существовавший в 1797—1833 годах.

## Формирование полка
Сформирован 17 мая 1797 года как 4-й егерский полк, в 1801 году назван 3-м егерским, в 1814 году за отличия в войне против Наполеона назван 3-м Гренадерским егерским. В 1815 году полк был переименован во 2-й карабинерный, в 1826 году стал именоваться Карабинерным Генерал-Фельдмаршала Князя Барклая-де-Толли полком. По упразднении номерных егерских полков 28 января 1833 года половина полка была слита с 1-м карабинерным полком, которому было передано наименование полка; с 19 марта 1857 года тот стал именоваться Несвижским гренадерским полком. Другая половина полка была присоединена к Самогитскому гренадерскому полку.

## Кампании полка
Во время русско-шведской кампании 1808—1809 годов полк принимал участие в операциях в Финляндии, где по окончании войны остался на квартиры.
В 1812 году полк находился в составе 6-й пехотной дивизии и в делах с французами участия не принимал; один усиленный батальон (1000 человек) был отправлен в десантный отряд Штейнгеля.
В 1814 — 1833 годах полк состоял в 3-й бригаде 1-й гренадерской дивизии.

## Знаки отличия полка
3-й егерский полк имел следующие знаки отличия (унаследованные 4-м гренадерским Несвижским полком): две Георгиевские трубы с надписью «За отличие в течение кампании 1807 г. против французов», пожалованные 1 апреля 1808 года; поход за военное отличие, пожалованный за Шведскую войну 1808—1809 годов; знаки на головные уборы с надписью «За Варшаву 25 и 26 августа 1831 г.», пожалованные 6 декабря 1831 г. Последний знак отличия был унаследован и 7-м Самогитским гренадерским полком. 
См. также: 21-й егерский полк.

## Шеф полка
- 17.01.1799 — 01.09.1814 — граф Барклай де Толли, Михаил Богданович

## Командиры полка
- 17.05.1797 — 17.01.1799 — подполковник (с 07.03.1798 полковник) Барклай де Толли, Михаил Богданович
- 17.04.1799 — 23.06.1802 — подполковник (с 16.04.1800 полковник) Цехановский, Станислав
- 27.07.1802 — 05.01.1803 — подполковник Ведемейер, Александр Иванович
- 05.01.1803 — 18.09.1803 — полковник Вельяшев, Антон Давидович
- 18.09.1803 — 24.08.1806 — полковник Ведемейер, Александр Иванович
- 18.10.1806 — 01.03.1807 — полковник Ашеберг
- 04.02.1808 — 16.02.1810 — полковник (с 26.11.1809 генерал-майор) Сабанеев, Иван Васильевич
- 08.03.1810 — 29.08.1814 — полковник (с 15.09.1813 генерал-майор) Турчанинов, Андрей Петрович
- 29.08.1814 — 01.01.1826[3] — подполковник (с 30.08.1816 полковник) Фрейтаг, Иван Фёдорович
- 23.01.1826 — 22.08.1831 — подполковник (с 19.07.1826 полковник, с 03.08.1831 генерал-майор) Старченков, Пётр Иванович
- 06.09.1831 — 27.02.1832 — подполковник (с 22.11.1831 полковник) Асосков, Василий Иванович
- 27.02.1832 — 14.02.1833 — полковник Кршивицкий, Тадеуш Дементьевич